# Bahnhof Scuol-Tarasp
Bahnhof Scuol-Tarasp vasútállomás Svájcban, Graubünden kantonban Scuol és Tarasp települések közelében. 2014-ben megnyerte a FLUX – goldener Verkehrsknoten díjat, melyet minden évben Svájc legjobb vasútállomása kap meg.

## Vasútvonalak
Az állomást az alábbi vasútvonalak érintik:
- Bever–Scuol-Tarasp-vasútvonal

## Kapcsolódó állomások
A vasútállomáshoz az alábbi állomások vannak a legközelebb:
- Ftan (Rhaetian vasútállomás)

## Lásd még
- Az RhB vasútállomásainak listája